# Adenosma ramosum
Adenosma ramosum là một loài thực vật có hoa trong họ Mã đề. Loài này được Bonati mô tả khoa học đầu tiên năm 1911.